# UFC 134
UFC 134: Silva vs. Okami, também conhecido como UFC Rio, foi um evento de mixed martial arts realizado pelo Ultimate Fighting Championship, ocorrido em dia 27 de agosto de 2011 na HSBC Arena no Rio de Janeiro, Rio de Janeiro, .
O evento marcou a segunda vinda do UFC ao Brasil. A primeira vez foi em 1998 no UFC 17.5: Ultimate Brazil, realizado em São Paulo.
Esse foi vencedor do prêmio de melhor evento do ano pelo site Sherdog.

## Card Oficial
Nota 1 Pelo Cinturão Peso-Médio do UFC.

## Transmissão
No Brasil o evento foi transmitido na íntegra pelo canal Combate por meio de pay-per-view. O card preliminar foi exibido ao vivo através do site Globo.com. Já o card principal foi transmitido pela RedeTV e SporTV, com o sinal aberto do Combate.
Nos Estados Unidos, algumas lutas preliminares foram transmitidas pela Spike TV e outras pelo Facebook oficial do UFC. O card principal foi transmitido por meio de pay-per-view.

## Audiência
Nos Estados Unidos, a audiência das lutas preliminares foi de 1,3 milhão telespectadores pela Spike TV, mantendo a média dos últimos eventos. Já as vendas de pay-per-view não alcançaram os 300 mil, uma das mais baixas dos últimos tempos no UFC.
No Brasil, a audiência na TV aberta (RedeTV) alcançou uma média de 6 pontos no Rio de Janeiro e 7 pontos em São Paulo.

## Bônus
Lutadores premiados com um bônus de 100.000 dólares:
- Luta da Noite:  Ross Pearson vs.  Edson Barboza
- Nocaute da Noite:  Antônio Rodrigo Nogueira
- 'Finalização da Noite: Não houve luta encerrada com finalização